# Saint-Pierre-de-Boeuf
Saint-Pierre-de-Boeuf är en kommun i departementet Loire i regionen Auvergne-Rhône-Alpes i centrala Frankrike. Kommunen ligger i kantonen Pélussin som tillhör arrondissementet Saint-Étienne. År 2022 hade Saint-Pierre-de-Boeuf 1 705 invånare.

## Befolkningsutveckling
Antalet invånare i kommunen Saint-Pierre-de-Boeuf
| Referens: INSEE |